# Sossego (Santo Ângelo)
Sossego é um dos quatorze distritos rurais do município brasileiro de Santo Ângelo, no Rio Grande do Sul. Situa-se ao norte da cidade.
Limita-se com os distritos de Rincão dos Roratos e Comandaí, além da área urbana. Em 2010, o distrito possuía 238 habitantes.
O distrito de Sossego fez parte inicialmente do distrito de Comandaí, sendo que os primeiros moradores já residiam na localidade em 1924.
O distrito de Sossego foi criado oficialmente através da Lei Municipal nº 1636, de 12 de abril de 1993.
A localidade possui uma capela denominada "Sagrado Coração de Jesus" e uma escola de ensino fundamental, denominada "Escola Municipal de Ensino Fundamental Nossa Senhora Aparecida".
No dia 25 de janeiro de 2019, o distrito sediou a 8ª Abertura da Colheita do Milho no Rio Grande do Sul, com a presença do governador Eduardo Leite.

## Pontos de interesse
- Túnel Verde[6]